# Dobelwiesen
Die Dobelwiesen sind ein vom Regierungspräsidium Tübingen am 24. November 1980 durch Verordnung ausgewiesenes Naturschutzgebiet auf dem Gebiet der Stadt Albstadt im Zollernalbkreis.

## Lage
Das Naturschutzgebiet Dobelwiesen liegt etwa einen Kilometer südlich des Albstädter Stadtteils Laufen an der Eyach im Tobeltal am Rande des Naturraums Hohe Schwabenalb.
Das Naturschutzgebiet ist Bestandteil des FFH-Gebiets Östlicher Großer Heuberg und wird vollständig vom Landschaftsschutzgebiet Albstadt-Bitz umschlossen.

## Schutzzweck
Der wesentliche Schutzzweck ist laut Schutzgebietsverordnung „die Erhaltung des seltenen Kalkflachmoores auf dem Quellhorizont des oberen braunen Juras mit seinen Pflanzen‑ und Tiergesellschaften“

## Landschaftscharakter
Anders als der Name vermuten lässt, ist das Naturschutzgebiet größtenteils bewaldet. Nach der Aufgabe der landwirtschaftlichen Nutzung wurde der Hang mit Fichten aufgeforstet. Das Gebiet liegt am Fuße des Albtraufs auf den wasserstauenden Tonschichten des Mittleren Juras.
Im Westen befinden sich zwei offene Teilflächen, die als Lebensraumtyp Kalkreiches Niedermoor angesprochen werden. Im Wald befinden sich zahlreiche Quellaustritte, Quellrinnen und Tümpel. Entwässert wird das Gebiet über den Steinbach, der mit seinem schluchtartigen Tal die östliche Gebietsgrenze bildet.

## Flora und Fauna
Nennenswerte Arten im Gebiet sind unter anderem Davalls Segge, die Sumpfstendelwurz, das Fleischfarbene Knabenkraut, die Kelchsimsenlilie, das Sumpfherzblatt und eine Vielzahl von Seggen.

## Pflege
Pflegemaßnahmen werden regelmäßig vom Schwäbischen Albverein in Zusammenarbeit mit dem städtischen Forstamt durchgeführt.